# Ciclogênese tropical

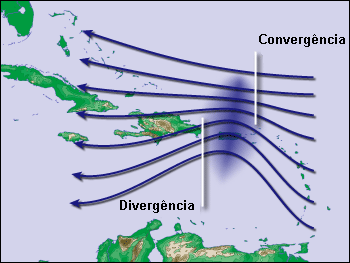
Ondas dos ventos de troca em regiões de ventos convergentes do Oceano Atlântico, que se movem lentamente pela mesma faixa das instabilidades predominantemente criadas pelo vendo na atmosfera, e que podem levar à formação de furacões.

Ciclogênese tropical é um termo técnico que descreve o desenvolvimento e fortalecimento de um ciclone tropical na atmosfera. Os mecanismos pelos quais ocorrem as ciclogêneses tropicais são claramente diferentes das ciclogêneses que ocorrem nas latitudes médias. A ciclogênese tropical envolve o desenvolvimento de um ciclone de núcleo quente, devido à convecção significativa num ambiente atmosférico favorável. Formam-se anualmente, em média, 86 ciclones tropicais com intensidade de tempestades tropicais, sendo que 47 alcançam a força de um furacão/tufão, e 20 se tornam ciclones tropicais intensos (no mínimo uma categoria 3 na Escala de Furacões de Saffir-Simpson).